# Guaitecas
Guaitecas è un comune cileno della regione di Aysén di 1.539 abitanti, situato nell'arcipelago Guaitecas, parte del più ampio arcipelago di Chonos.

## Società

### Evoluzione demografica
| Censimento del 1992 | Censimento del 2002 |
| 1.283 ab.           | 1.539 ab.           |